# 有理同伦论
在数学中，有理同伦论是对拓扑空间的有理同伦型的研究；粗略地说，有理同伦型忽略同倫群的挠。有理同伦论由Dennis Sullivan （1977） 与Daniel Quillen （1969） 首创。
对于单连通空间，有理同伦型等同于一种被称作极小苏利文代数的代数对象（的同构类）；这种代数对象是满足特定条件的有理数域上的可交换微分分次代数。
有理同伦论的标准教材是(Félix, Halperin & Thomas 2001)。

## 有理空间
有理空间是所有同伦群皆为有理数域上的向量空间的單連通空间。若 {\displaystyle X} 是单连通CW复形，则存在一个（在同伦等价的意义下唯一）有理空间 {\displaystyle Y} 以及映射 {\displaystyle f:X\to Y}，使得 {\displaystyle f} 诱导的所有同伦群的同态与 {\displaystyle \mathbb {Q} } 取张量积后都是同构。此空间 {\displaystyle Y} 称作 {\displaystyle X} 的有理化，同时也是 {\displaystyle X} 对于有理数的局部化，并称作 {\displaystyle X} 的有理同伦型。通俗的说， {\displaystyle X} 的有理化是由消除 {\displaystyle X} 的所有同伦群中的撓子群而得到的。

## 苏利文代数
苏利文代数是有理数域 {\displaystyle \mathbb {Q} } 上的可交换微分分次代数；其底代数是由某一分次向量空间
{\displaystyle V=\oplus _{n>0}V^{n}}
生成的自由可交换分次代数 {\displaystyle \Lambda (V)}，并且要求导子 {\displaystyle d} 满足以下“幂零”条件：{\displaystyle V} 是分次子空间 {\displaystyle V(0)\subseteq V(1)\subseteq \cdots } 的并，其中 {\displaystyle d} 在 {\displaystyle V(0)} 上为零、且 {\displaystyle d(V(k))} 包含于{\displaystyle \Lambda (V(k-1))} 。这里“可交换”指在分次意义上可交换，有时也称为“超可交换”；换言之，可交换性指 {\displaystyle ab=(-1)^{\deg(a)\deg(b)}ba} 。
苏利文代数是极小的当 {\displaystyle d} 的像含于{\displaystyle \Lambda ^{+}(V)^{2}}，其中 {\displaystyle \Lambda ^{+}(V)} 是 {\displaystyle \Lambda (V)} 的所有正次子空间的直和。
可交换微分分次代数 {\displaystyle A} 的苏利文模型是从一苏利文代数 {\displaystyle \Lambda (V)} 到 {\displaystyle A} 的代數同態，且在上同调上为同构。若 {\displaystyle A^{0}=\mathbb {Q} }，则 {\displaystyle A} 存在一个在同构意义上唯一的极小苏利文模型。（注意：一个拥有跟 {\displaystyle A} 相同上同调的极小苏利文代数不一定是 {\displaystyle A} 的极小苏利文模型，还须要求上同调的同构由代数同态给出。已知有带相同上同调代数但非同构的极小苏利文模型的例子存在。）

## 拓扑空间的苏利文极小模型
对任意拓扑空间 {\displaystyle X} 苏利文定义了一个可交换微分分次代数 {\displaystyle A_{PL}(X)}，称为 {\displaystyle X} 上有理系数的多项式微分形式的代数。大致地说，该代数上的元素对 {\displaystyle X} 的每一个奇异单纯形赋予一个多项式微分形式、与面映射与退化映射兼容。通常情况下这个代数非常巨大（维数不可数），但常常可以替换成一个小得多的代数。更精确地说，与 {\displaystyle A_{PL}(X)} 共享同一个苏利文极小模型的微分分次代数称为 {\displaystyle X} 的一个模型，且对于单连通的空间 {\displaystyle X} 确定了 {\displaystyle X} 的有理同伦型。
若 {\displaystyle X} 是单连通CW复形、且所有有理同调群都是有限维，则 {\displaystyle A_{PL}(X)} 拥有一个极小苏利文模型 {\displaystyle \Lambda V}，满足 {\displaystyle V^{1}=0} 且所有 {\displaystyle V^{k}} 的维数都有限。这个苏利文代数称作 {\displaystyle X} 的苏利文极小模型，且在同构意义上唯一。这个构造给出了这一类空间的有理同伦型与极小苏利文代数之间的等价，并且拥有以下性质：
- 空间的有理上同调即是其苏利文极小模型的上同调；
- {\displaystyle V} 的不可分元素的空间即是 {\displaystyle X} 的有理同伦群的对偶；
- 有理同调的怀特海德积即是导子 {\displaystyle d} 的“二次部分”的对偶；
- 两空间的有理同伦型相同当且仅当其苏利文极小模型同构；
- 对任意 {\displaystyle V^{1}=0} 且所有 {\displaystyle V^{k}} 维数有限的苏利文代数都存在一个单连通的拓扑空间 {\displaystyle X} 与之对应。

当 {\displaystyle X} 是光滑流形时， {\displaystyle X} 上的光滑微分形式组成的分次代数（即德拉姆复形）几乎可以视作 {\displaystyle X} 的模型；更精确地说，这个代数是 {\displaystyle X} 的复形与实数域的张量积，因而确定了 {\displaystyle X} 的实同伦型。同理还可更进一步定义p进同伦型以及adelic同伦型，并与有理同伦型相比较。
以上对于单连通空间的结论可以轻易延伸到幂零空间（即基本群为幂零群、且对高阶同伦群的作用也是幂零的空间）。对于拥有更一般基本群的空间，事情变得比较棘手，因为即使对于CW复形，并要求每一维度上的胞腔数目都有限，其高阶同伦群仍可以是无限生成的。

## 形式空间
一个可交换微分分次代数 {\displaystyle A}（{\displaystyle A^{0}=\mathbb {Q} }）是形式的当 {\displaystyle A} 拥有一个导子为零的模型。这个条件等价于 {\displaystyle A} 的上同调代数（视作带平凡导子的微分代数）本身即是 {\displaystyle A} 的一个模型（虽然不必是极小的模型）。这意味着形式空间的有理同伦型相当容易计算。
形式空间的例子有球面、H-空间、对称空间、紧凯勒流形等(Deligne et al. 1989)。楔积和直积都保有形式性；对于流行而言，連通和也保有形式性。
另一方面，幂零流形几乎全非形式的：任意形式的紧幂零流形都是 {\displaystyle n} 维环面(Hasegawa 1975)。非形式的紧幂零流形最简单的例子是海森伯流形 {\displaystyle H_{3}(\mathbb {R} )/H_{3}(\mathbb {Z} )}，即海森伯群在其整系数矩阵子群上的商。辛流形也不一定是形式的：最简单的例子是小平-瑟斯顿流形（即海森伯流形与圆的乘积）。Babenko & Taimanov (2000) 进一步给出了非形式的单连通辛流形。
非形式性常常Massey积检测。事实上，如果微分分次代数 {\displaystyle A} 是形式的，那么其所有（高阶的）Massey积都必须为零。而逆命题并不成立：形式性大致等价于其Massey积“一致”为零。博罗梅奥连环的补是一个非形式空间：它支持一个非平凡的三次Massey积。
Halperin & Stasheff (1979) 给出了一个判定可交换微分分次代数的形式性的算法。

## 例子
- 若 {\displaystyle X} 是奇维球面、维数为 {\displaystyle 2n+1>1}，那么它的极小苏利文模型由单个度数为 {\displaystyle 2n+1} 生成元 {\displaystyle a} 生成，满足 {\displaystyle da=0}，并且带有一组由元素 {\displaystyle 1} 和 {\displaystyle a} 组成的基底。
- 若 {\displaystyle X} 是偶维球面、维数为 {\displaystyle 2n>0}，那么它的极小苏利文模型由两个度数分别为 {\displaystyle 2n} 和 {\displaystyle 4n-1} 的生成元 {\displaystyle a} 和 {\displaystyle b} 生成，满足 {\displaystyle da=0} 和 {\displaystyle db=a^{2}}，并且带有一组基底{\displaystyle 1,a,a^{2}\to b,ab\to a^{3},a^{2}b\to a^{4},\ldots }，其中箭头代表导子的作用。
- 若 {\displaystyle X} 是（复）维数为 {\displaystyle n>0} 的复射影空间，那么它的极小苏利文模型由两个度数分别为 {\displaystyle 2} 和 {\displaystyle 2n+1} 的生成元 {\displaystyle u} 和 {\displaystyle x} 生成，满足 {\displaystyle du=0} 和 {\displaystyle dx=u^{n+1}}，并且带有一组基底{\displaystyle 1,u,u^{2},\ldots ,u^{n},x\to u^{n+1},xu\to u^{n+1},\ldots }，其中箭头代表导子的作用。
- 设 {\displaystyle V} 有四个元素 {\displaystyle a,b,x,y}，度数分别是2，3，3，4，且满足 {\displaystyle da=0}， {\displaystyle db=0}， {\displaystyle dx=a^{2}}， {\displaystyle dy=ab} 。这个代数是一个非形式的极小苏利文代数，其上同调代数仅在2、3、6维非平凡，分别由 {\displaystyle a,b,xb-ay} 生成。任意从 {\displaystyle V} 到其上同调代数的同态都将 {\displaystyle y} 映到 0，并将 {\displaystyle x} 映到 {\displaystyle b} 的倍数，因此必定将 {\displaystyle xb-ay} 映到 0。因此，{\displaystyle V} 不是其上同调代数的模型。它们各自对应的拓扑空间因而拥有相同的有理上同调环而相异的有理同伦型。注意到 {\displaystyle xb-ay} 是Massey积 {\displaystyle \langle [a],[a],[b]\rangle } 中的元素。